# Maglor
En El Silmarillion, de J. R. R. Tolkien, Maglor era el segundo hijo de Fëanor, nacido en Valinor en las Edades de las Estrellas. Maglor era un gran cantante y trovador, que siempre se caracterizó por su carácter amable, pero firme, por esa razón no era muy bien visto entre sus hermanos.

## Historia
Cuando Melkor robó los Silmarils, luego de destruir los Dos Árboles de Valinor, Maglor se juramentó con su padre y sus otros hermanos para seguir a Melkor a la Tierra Media para destruirlo y recuperar las joyas.
Cuando llegó a la Tierra Media se instaló en un lugar que después se conocería como la Hondonada de Maglor, ubicada en el norte de Beleriand sobre la llamada Frontera de Maedhros, entre Himring y las Ered Luin, y desde allí controlaba el paso entre Ard-Galen y el resto de Beleriand Oriental. Por ello cuando Morgoth atacó, en la Dagor Bragollach, la primera región que cayó ante el embate de Glaurung y los balrogs, fue la hondonada defendida por Maglor, lo que le obligó a retirarse con su hermano Maedhros a Himring.
A partir de ese momento habitó con su hermano mayor y le siguió en todas sus aventuras durante el resto de la Primera Edad del Sol. 
En la Batalla de las Lágrimas Innumerables mató al traidor Uldor cuando este atacó a Maedhros con sorpresa y traición. La dura derrota de los Noldor en esa batalla, le obligó a una vida errante durante muchos años junto a sus hermanos, ocultándose en Ossiriand.
Luego de la muerte de Thingol, rey de Doriath, el Silmaril pasó a manos de su nieto Dior y enterado de esto Celegorm reunió a sus hermanos y fueron a Menegroth dispuestos a recuperarlo en lo que fue la Segunda Batalla entre Elfos. En esa ocasión no pudieron recuperar el Silmaril puesto que Elwing, la hija de Dior, huyó salvando la joya; pero cuando se enteraron de que esta vivía en las desembocaduras del Sirion de nuevo se juntaron los hermanos sobrevivientes y fueron a tratar de recuperar la joya de Fëanor; y se produjo la Tercera Matanza entre Hermanos. 
De esa lucha solo sobrevivieron Maedhros y Maglor; este último secuestró a Elrond y Elros, pero no los mató, antes bien les crio y dio su amor puesto que tenía cansado el corazón por la carga del juramento de su padre.
A fines de la Primera Edad del Sol y luego de la Guerra de la Cólera, Maglor y su hermano Maedhros, al ver que los Valar habían recuperado los dos Silmaril que quedaban en la corona del derrotado Morgoth, exigieron su devolución a Eönwë y este se negó a dárselos hasta que no comparecieran ante Manwë. Maglor discutió con su hermano porque ya no quería seguir el juramento y le propuso quebrantarlo y comparecer ante el Juicio de los Valar, pero Maedhros impuso su opinión y su primogenitura y tomó junto con Maglor los dos Silmarils que quedaban en la Tierra Media.
Se dice que «Maglor no pudo resistir el dolor con el que el Silmaril lo atormentaba; y lo arrojó por fin al mar, y que desde entonces anduvo sin rumbo por las costas cantando junto a las olas con dolor y remordimiento».

## Genealogía
A continuación se presenta un árbol genealógico con los parientes directos de Maglor más relevantes.
|          |          |          |          |          |          |        |        |        |        | Finwë  | Finwë  | Finwë    | Finwë    | Finwë    | Finwë    |          |          | Míriel    | Míriel    | Míriel    | Míriel    | Míriel    | Míriel    |             |          |          |          |         |         |       |       |       |       |       |       |       |       |       |       |       |       |  |  |  |  |  |  |  |  |  |  |  |  |  |  |  |  |  |  |  |  |  |  |  |  |  |  |  |  |  |  |
|          |          |          |          |          |          |        |        |        |        | Finwë  | Finwë  | Finwë    | Finwë    | Finwë    | Finwë    |          |          | Míriel    | Míriel    | Míriel    | Míriel    | Míriel    | Míriel    |             |          |          |          |         |         |       |       |       |       |       |       |       |       |       |       |       |       |  |  |  |  |  |  |  |  |  |  |  |  |  |  |  |  |  |  |  |  |  |  |  |  |  |  |  |  |  |  |
|          |          |          |          |          |          |        |        |        |        |        |        |          |          |          |          |          |          |           |           |           |           |           |           |             |          |          |          |         |         |       |       |       |       |       |       |       |       |       |       |       |       |  |  |  |  |  |  |  |  |  |  |  |  |  |  |  |  |  |  |  |  |  |  |  |  |  |  |  |  |  |  |
|          |          |          |          |          |          |        |        |        |        |        |        |          |          | Fëanor   | Fëanor   | Fëanor   | Fëanor   | Fëanor    | Fëanor    |           |           | Nerdanel  | Nerdanel  | Nerdanel    | Nerdanel | Nerdanel | Nerdanel |         |         |       |       |       |       |       |       |       |       |       |       |       |       |  |  |  |  |  |  |  |  |  |  |  |  |  |  |  |  |  |  |  |  |  |  |  |  |  |  |  |  |  |  |
|          |          |          |          |          |          |        |        |        |        |        |        |          |          | Fëanor   | Fëanor   | Fëanor   | Fëanor   | Fëanor    | Fëanor    |           |           | Nerdanel  | Nerdanel  | Nerdanel    | Nerdanel | Nerdanel | Nerdanel |         |         |       |       |       |       |       |       |       |       |       |       |       |       |  |  |  |  |  |  |  |  |  |  |  |  |  |  |  |  |  |  |  |  |  |  |  |  |  |  |  |  |  |  |
|          |          |          |          |          |          |        |        |        |        |        |        |          |          |          |          |          |          |           |           |           |           |           |           |             |          |          |          |         |         |       |       |       |       |       |       |       |       |       |       |       |       |  |  |  |  |  |  |  |  |  |  |  |  |  |  |  |  |  |  |  |  |  |  |  |  |  |  |  |  |  |  |
|          |          |          |          |          |          |        |        |        |        |        |        |          |          |          |          |          |          |           |           |           |           |           |           |             |          |          |          |         |         |       |       |       |       |       |       |       |       |       |       |       |       |  |  |  |  |  |  |  |  |  |  |  |  |  |  |  |  |  |  |  |  |  |  |  |  |  |  |  |  |  |  |
|          |          |          |          |          |          |        |        |        |        |        |        |          |          |          |          |          |          |           |           |           |           |           |           |             |          |          |          |         |         |       |       |       |       |       |       |       |       |       |       |       |       |  |  |  |  |  |  |  |  |  |  |  |  |  |  |  |  |  |  |  |  |  |  |  |  |  |  |  |  |  |  |
| Maedhros | Maedhros | Maedhros | Maedhros | Maedhros | Maedhros | Maglor | Maglor | Maglor | Maglor | Maglor | Maglor | Celegorm | Celegorm | Celegorm | Celegorm | Celegorm | Celegorm | Caranthir | Caranthir | Caranthir | Caranthir | Caranthir | Caranthir | Curufin     | Curufin  | Curufin  | Curufin  | Curufin | Curufin | Amrod | Amrod | Amrod | Amrod | Amrod | Amrod | Amras | Amras | Amras | Amras | Amras | Amras |  |  |  |  |  |  |  |  |  |  |  |  |  |  |  |  |  |  |  |  |  |  |  |  |  |  |  |  |  |  |
| Maedhros | Maedhros | Maedhros | Maedhros | Maedhros | Maedhros | Maglor | Maglor | Maglor | Maglor | Maglor | Maglor | Celegorm | Celegorm | Celegorm | Celegorm | Celegorm | Celegorm | Caranthir | Caranthir | Caranthir | Caranthir | Caranthir | Caranthir | Curufin     | Curufin  | Curufin  | Curufin  | Curufin | Curufin | Amrod | Amrod | Amrod | Amrod | Amrod | Amrod | Amras | Amras | Amras | Amras | Amras | Amras |  |  |  |  |  |  |  |  |  |  |  |  |  |  |  |  |  |  |  |  |  |  |  |  |  |  |  |  |  |  |
|          |          |          |          |          |          |        |        |        |        |        |        |          |          |          |          |          |          |           |           |           |           |           |           | Celebrimbor |          |          |          |         |         |       |       |       |       |       |       |       |       |       |       |       |       |  |  |  |  |  |  |  |  |  |  |  |  |  |  |  |  |  |  |  |  |  |  |  |  |  |  |  |  |  |  |

Nota: No se incluye, por claridad, la rama descendiente de Finwë e Indis, su segunda esposa tras la muerte de Míriel.